# Abramo di Frisinga
Abramo di Frisinga (Carinzia, ... – Frisinga, 993) è stato vescovo di Frisinga dal 957 fino alla sua morte.

## Biografia
Sotto Ottone I fu consigliere di Giuditta di Baviera, moglie di Enrico I di Baviera. Nel 975 appoggiò Enrico II di Baviera nella rivolta contro Ottone II, che lo fece imprigionare nel monastero di Corvey.